# Sub voce
Sub voce è una locuzione latina utilizzata in bibliografia che significa letteralmente sotto il testo, sotto la voce.
Abbreviata di prassi con sub o con s.v., è una formula di rinvio ad altra voce, solitamente a un lemma specifico di un dizionario o enciclopedia, oppure ad un testo di cui si è già parlato.